# وارنر أ. غراهام
وارنر أ. غراهام هو محامي وسياسي أمريكي، ولد في 9 يناير 1884، وتوفي في 28 يناير 1934. انتخب عضو مجلس نواب فيرمونت ‏.